# ريجي سميث (كرة سلة)
ريجي سميث (بالإنجليزية: Reggie Smith)‏ مواليد 21 أغسطس 1970 في سان خوسيه، هو لاعب كرة سلة أمريكي سابق. بدأ مسيرته الاحترافية في سنة 1992. تم اختياره من قبل فريق بورتلاند ترايل بلايزرز خلال الدرافت. حمل الرقم 54. يبلغ طوله 6 قدم 10 بوصة (2.1 م). اعتزل اللعب في 1996. لعب مع بورتلاند ترايل بلايزرز ونادي سانت جوسيب لكرة السلة.

## روابط خارجية
- ريغي سميث على موقع إن بي أي (الإنجليزية)
- ريغي سميث على موقع سبورتس رفرنس (الإنجليزية)
- ريغي سميث على موقع الدوري الإسباني لكرة السلة (الإسبانية)
- ريغي سميث على موقع كلية كرة السلة في سبورتس رفرنس.كوم (الإنجليزية)
- ريغي سميث على موقع ريلجم (الإنجليزية)
- ريغي سميث على موقع بروبوليرز (الإنجليزية)